# Lambert Massart
Pour les articles homonymes, voir Massart.
Lambert Joseph Massart, né le 19 juillet 1811 à Liège, et mort le 13 février 1892 à Paris 9e, est un violoniste français.

## Biographie
Né à Liège, à une époque où la Belgique était française, Massart appartenait à une famille dont beaucoup de membres ont occupé en ce pays d’importantes situations musicales. Amené fort jeune à Paris, et le Conservatoire de Paris ne l'ayant pas accepté comme étudiant, il reçoit des leçons privées du grand violoniste Rodolphe Kreutzer, dont il est devenu l’élève préféré, et comme le fils.
Ce violoniste, qui était presque un enfant prodige, a obtenu, fort jeune, d’énormes succès dans les concerts à Paris, principalement aux concerts spirituels de l’Opéra (1829). Il a pourtant cessé de bonne heure de se montrer en public, en raison d’une timidité qu’il ne parvenait pas à surmonter.
En 1843, il est nommé professeur au Conservatoire de Paris en même temps que Delphin Alard, où il enseignera pendant 47 ans. À la tête d’une des classes de violon les plus réputées du Conservatoire, pendant près d’un demi-siècle, il a formé, pendant toute cette longue période de temps, toute une série d’excellents élèves, auxquels il ne se bornait pas à prodiguer ses leçons et ses conseils, mais qu’il aidait de toutes façons, de son influence et souvent de sa bourse. Aussi peut-on dire que jamais professeur ne fut, comme lui, aimé et respecté.
Dans ce poste qui correspondait mieux à son tempérament, il a formé de très nombreux élèves, parmi les plus distingués desquels on trouve ceux d’Henryk Wieniawski, mort si jeune, après avoir été, lui aussi, un enfant prodige, de Victor Chéri, de Izydor Lotto, Henri Berthelier, Antoine Taudou, Louis Carembat (d), Léon Reynier, Georg Jacobi (d), Fritz Kreisler et de celle qu’on surnommait « l’ange du violon », Teresina Tua, la plus importante violoniste de son époque, ainsi que Pablo de Sarasate, Fritz Kreisler, Martin-Pierre Marsick, Charles Martin Loeffler, Alfred De Sève (en), Jules Conus et Camille Urso.
Comme instrumentiste, il a systématisé l’usage du vibrato. Il a également transcrit pour le violon Le Bananier de Louis Moreau Gottschalk, que Jacques Offenbach avait réécrit pour le violoncelle.
Il avait épousé la pianiste et professeure au Conservatoire Louise-Aglaé Masson (1827-1887). Ils sont inhumés tous les deux, avec les parents de Louise-Aglaé Masson, au cimetière Montmartre.

## Publications
- L’Art de travailler les études de Kreutzer : 412 exemples de doigtés et de coups d’archet recueillis et mis en ordre d’après les indications de l’auteur, Paris, Alphonse Leduc, 1893, 23 p., in-8° (OCLC 657936429, lire en ligne sur Gallica).